# Блутгемюзе

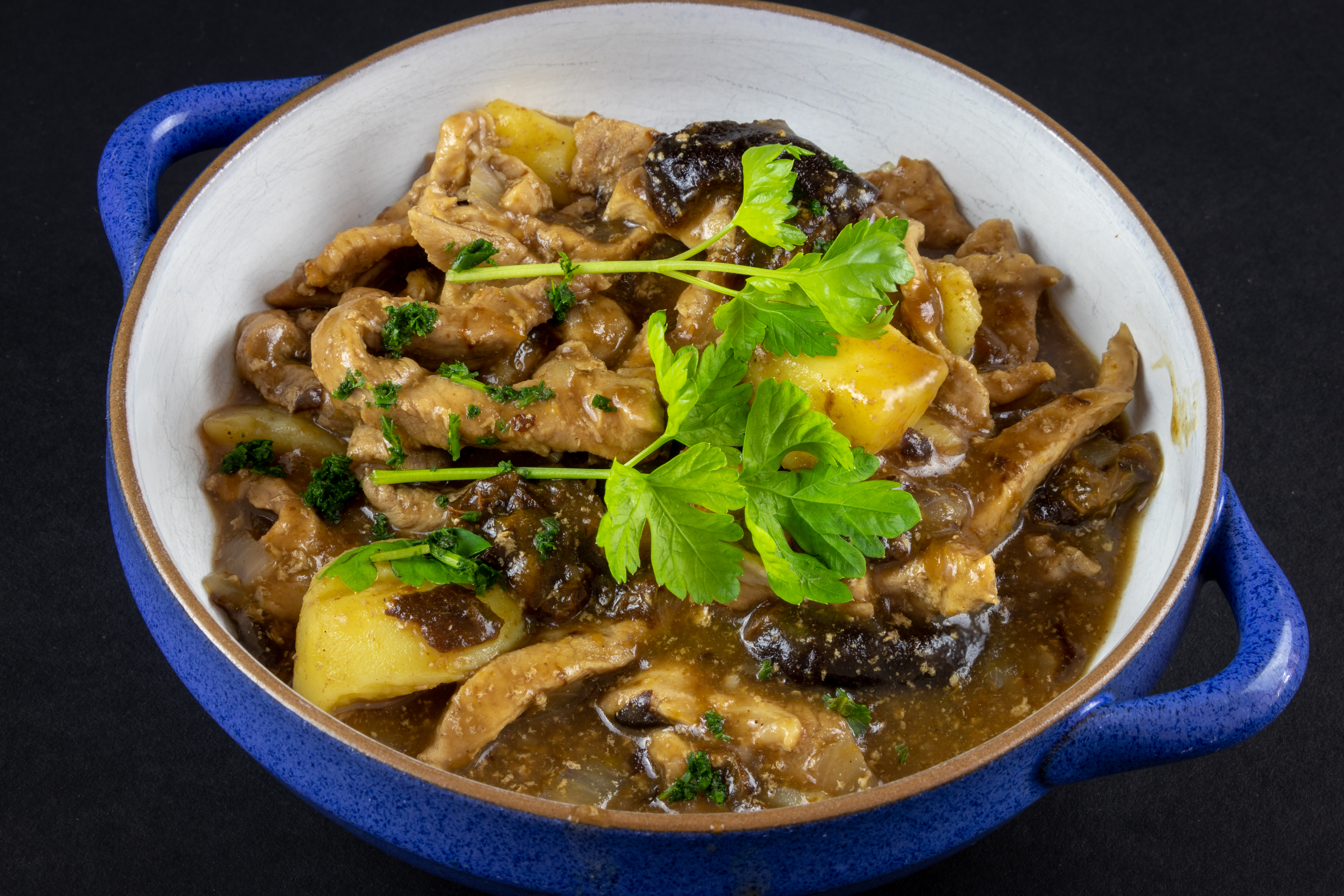
Блутгемюзе, приготовленный с красным вином вместо свиной крови

Блу́тгемюзе (нем. Blutgemüse — букв. «овощи с кровью») — классическое блюдо вестфальской кухни, вид айнтопфа из свинины со свиной кровью и овощами. В Вестфалии густые супы-айнтопфы, которые ели уже вилкой, а не ложкой, назывались «дурхгемюзе» или сокращённо «гемюзе».
Классический блутгемюзе готовят из свинины, как правило, мелких кусочков из свиной голяшки, щековины и покромки, а также свиной крови, чернослива, картофеля и пряностей. В современных рецептах кровь часто заменяют красным вином. Чернослив размачивают в воде и отваривают до мягкости. Мясо, нарезанное маленькими кусочками, варят в подсоленной воде почти до готовности с кольцами репчатого лука, лавровым листом и гвоздичным перцем. Далее добавляют отваренную сливу и нарезанный кубиками картофель и тушат до готовности. Красное вино тщательно смешивают с мукой и добавляют для загущения супа, затем айнтопф приправляют сахаром и уксусом.